# Робертс, Джо
Джо Робертс (англ.  Joe Roberts; 2 февраля 1871 — 28 октября 1923) — американский актёр немого кино, известный по своим совместным работам с Бастером Китоном.
Джо Робертс по прозвищу «Большой Джо», под которым он играл в водевилях, гастролировал по стране со своей первой женой Лилиан (англ. Lillian Stuart Roberts) в составе актёрской группы «Робертс, Хэйз и Робертс» (англ. Roberts, Hays, and Roberts). Их самый известный номер назывался «Ковбой, щёголь и леди» (англ. «The Cowboy, the Swell and the Lady»). В это время, в первой декаде XX века отец Бастера Китона, Джо Китон основал летнюю общину для актёров водевилей между озером Мичиган и озером Маскигон в штате Мичиган. Там Робертс познакомился с семьёй Китонов.
Когда кинематографическое сотрудничество Бастера Китона с Роско Арбаклом подошло к концу, Китон в 1920 году начал снимать собственные короткометражные фильмы и пригласил Робертса участвовать в проекте. Рост Робертса составлял 190 см по сравнению со 168 см Бастера Китона. Этот контраст очень часто использовался в фильмах, где Робертс представлял либо силы зла, либо силу власти. Всего Робертс снялся в 16 из 19 короткометражных немых фильмов Китона.
Согласно Интернет-базе данных, Робертс снялся без Китона всего в двух фильмах: роль Билла Риверса в «Примитивном любовнике» (англ. The Primitive Lover, 1922), где главные роли играли сестра жены Китона Констанс Толмадж и звезда немого кино Харрисон Форд; и роль бурового мастера в комедии Клайда Кука «Неудачник» (англ. The Misfit), выпущенной в марте 1924 года уже после смерти Робертса.
Когда Китон в 1923 году начал снимать художественные фильмы, Робертс продолжал сниматься у Китона. Он сыграл в «Трёх эпохах» и «Нашем гостеприимстве», оба в 1923 году. Во время съёмок последнего фильма у Робертса случился инсульт, но он настоял на том, чтобы съёмки были закончены. После окончания съёмок инсульт повторился, и вскоре Робертс умер.